# Abd Manaf ibn Qusai
‘Abdu Manāf ibn Quṣayy (arabisk:عبد مناف بن قصي) hørte til qurayshitterne og var kaliffen Alis og profeten Muhammeds tipoldefar. Faderen var Quṣayy ibn Kilāb. Han er også stamfader til umayyaderne.